# Jack Laxer
Jack Laxer (1927 – 12. června 2018) byl americký fotograf nejznámější svou prácí v oblasti stereoskopie.

## Životopis
Jeho fotografie kalifornské moderní architektury byly publikovány v časopisech a knihách, vystaveny v muzeích a od 50. let zahrnuty do vzdělávacích programů. Fotoaparátem Stereo Realist fotografoval domy Lucille Ballové a Harolda Lloyda. Mezi jeho klienty patřili architekti Paul Revere Williams, William F. Cody, Arthur Froehlich, Ladd & Kelsey nebo Armet &amp; Davis, známí především svými kavárnami Googie. Počínaje rokem 1951 dokumentoval návrhy Louise Armeta a Eldona Davise včetně Norms, Pann's a Holiday Bowl. Tyto fotografie byly zahrnuty do knihy Alana Hesse Googie: Fifties Coffee Shop Architecture, která vyvolala oživení zájmu o styl začínající v 80. letech 20. století.
Los Angeles Conservancy Modern Committee vystavil Laxerovu fotografii v roce 1993 na výstavě o práci Armeta & Davise v Union Oil Center. V roce 2001 je skupina promítla ve 3D v centru California Science. V roce 2009 DKRM Gallery v Los Angeles vystavovila autorovy práce na samostatné výstavě Ultra-Angeles: Kodachrome in 3-D. Laxer v roce 2010 vedl v Muzeu J. Paula Gettyho kurz s názvem Modernismus ve 3-D: Umění stereo fotografie. Čínsko-americké muzeum vystavilo jeho 3D práce ve speciálně postavených prohlížečích v rámci své výstavy Breaking Ground: Chinese American Architects v Los Angeles v roce 2012. Muzeum J. Paula Gettyho zahrnulo Laxerovo dílo (jediné stereo fotografie) do výstavy a publikace Overdrive: L. A. Constructs The Future, která běžela jako součást muzejní série Pacific Standard Time, než se v říjnu 2013 přemístila do National Building Museum ve Washingtonu, D.C.
Los Angeles Conservancy udělila Laxerovi cenu Modern Master v roce 2009.
Zemřel 12. června 2018 ve věku 91 let.